# Sertularella clausa
Sertularella clausa är en nässeldjursart som beskrevs av George James Allman 1888. Sertularella clausa ingår i släktet Sertularella och familjen Sertulariidae. Inga underarter finns listade i Catalogue of Life.